# Roland Dickgießer
Roland Dickgießer (ur. 9 listopada 1960 w Bruchsal) – niemiecki piłkarz występujący na pozycji obrońcy. Trener piłkarski.

## Kariera klubowa
Dickgießer treningi rozpoczął w TSV Bad Langenbrücken. W 1976 roku trafił do juniorów zespołu SV Waldhof Mannheim. W 1978 roku został włączony do jego pierwszej drużyny, grającej w 2. Bundeslidze. W 1983 roku awansował z nim do Bundesligi. W lidze tej zadebiutował 13 sierpnia 1983 roku w wygranym 2:0 pojedynku z Werderem Brema. 28 stycznia 1984 roku w zremisowanym 2:2 spotkaniu z Eintrachtem Brunszwik strzelił pierwszego gola w Bundeslidze. W 1985 roku zajął z zespołem 6. miejsce w Bundeslidze, które było jego najwyższym w karierze. W 1990 roku spadł z nim do 2. Bundesligi. W 1994 roku z liczbą 462 występów i 16 bramek w barwach Waldhofu, zakończył karierę.

## Kariera reprezentacyjna
W 1984 roku Dickgießer został powołany do kadry na Letnie Igrzyska Olimpijskie, które piłkarze RFN zakończyli na ćwierćfinale. Wcześniej grał w reprezentacji RFN U-21.